# 丹佛都會區
丹佛都會區（英語：Denver Metropolitan Area），美国行政管理和预算局定義為丹佛-奧羅拉-萊克伍德都會統計區（Denver–Aurora–Lakewood, CO Metropolitan Statistical Area），係由美國科羅拉多州丹佛市縣、阿拉帕霍縣、杰斐逊县、亞當斯縣、道格拉斯縣、布隆菲市縣、艾伯特縣、帕克縣、克利爾克里克縣與吉爾平縣等十個縣份所構成的都會區。根據美国人口调查局於2017年7月1日估計，此都會區內的人口有2,888,227人，較2010年人口普查統計之人口數增長13.55%，為美國第19大都會區。
丹佛為集合都市區的核心城市。該集合都市區係由亞當斯縣、阿拉帕霍縣、布隆菲市縣、丹佛市縣、道格拉斯縣與杰斐逊县等六個縣份所構成之連續區，為芬茲山脈都市走廊的一部分。
美国行政管理和预算局也劃定了一個更為廣泛的區域：由丹佛-奧羅拉-萊克伍德都會統計區、波德都會統計區（Boulder Metropolitan Statistical Area）以及格里利都會統計區（Greeley Metropolitan Statistical Area）等地區所構成之丹佛-奧羅拉聯合統計區。
丹佛位於此都會區中心地帶，緊鄰杰斐逊县、亞當斯縣、阿拉帕霍縣等三個縣份。此外都會區的範圍也能延伸至布隆菲市縣，甚至包含艾伯特縣、克利爾克里克縣、吉爾平縣與帕克縣（洛磯山脈境內）等由聯邦政府所定義的四個縣份。

## 縣份
丹佛-奧羅拉-萊克伍德都會統計區係由十個縣份所構成。各欄位說明如下：
1. 縣份的正式名稱。[4]
2. 縣份之人口數據為採用2017年由美国人口调查局所估計之資料。[5]
3. 縣份之人口數據為採用2010年美國人口普查之資料。[5]
4. 2010年普查與2017年估計之人口變化百分比。[5]

| 縣份           | 2010年普查 | 2017年估計 | 變化    |
| -------------- | ---------- | ---------- | ------- |
| 丹佛市縣       | 600,158    | 704,621    | +17.41% |
| 阿拉帕霍縣     | 572,003    | 643,052    | +12.42% |
| 杰斐逊县       | 534,543    | 574,613    | +7.50%  |
| 亞當斯縣       | 441,603    | 503,167    | +13.94% |
| 道格拉斯縣     | 285,465    | 335,299    | +17.46% |
| 布隆菲市縣     | 55,889     | 68,341     | +22.28% |
| 艾伯特縣       | 23,086     | 25,642     | +11.07% |
| 帕克縣         | 16,206     | 17,905     | +10.48% |
| 克利爾克里克縣 | 9,088      | 9,574      | +5.35%  |
| 吉爾平縣       | 5,441      | 6,013      | +10.51% |
| 總計           | 2,543,482  | 2,888,227  | +13.55% |

## 聚居地
| 聚居地             | 行政區單位       | 人口 （2010） |
| ------------------ | ---------------- | ------------- |
| 阿克雷斯格林       | 人口普查指定地區 | 3,007         |
| 阿尔玛             | 法定城鎮         | 270           |
| 阿普伍德           | 人口普查指定地區 | 7,160         |
| 阿瓦達             | 地方自治市       | 106,433       |
| 阿斯彭帕克         | 人口普查指定地區 | 882           |
| 奥罗拉             | 地方自治市       | 325,078       |
| 貝利               | 未建制地區       | －            |
| 伯克利             | 人口普查指定地區 | 11,207        |
| 黑鹰               | 地方自治市       | 118           |
| 布莱顿             | 地方自治市       | 33,352        |
| 布隆菲             | 合併市縣         | 55,889        |
| 拜爾斯             | 人口普查指定地區 | 1,160         |
| 馬車俱樂部         | －               | －            |
| 罗克堡             | 地方自治市       | 48,231        |
| 派恩斯堡           | 法定城市         | 10,360        |
| 北派恩斯堡         | －               | －            |
| 森特尼尔           | 地方自治市       | 100,377       |
| 中心城             | 地方自治市       | 663           |
| 樱桃山村           | 地方自治市       | 5,987         |
| 煤溪               | 人口普查指定地區 | 2,400         |
| 科倫拜恩           | 人口普查指定地區 | 24,280        |
| 科伦拜恩谷         | 法定城鎮         | 1,256         |
| 商贸城             | 地方自治市       | 45,913        |
| 科頓伍德           | 未建制地區       | －            |
| 迪尔特雷尔         | 法定城鎮         | 546           |
| 丹佛               | 合併市縣         | 600,158       |
| 德比               | 人口普查指定地區 | 7,685         |
| 唐尼維爾-勞森-杜蒙 | 人口普查指定地區 | 594           |

| 聚居地         | 行政區單位       | 人口 （2010） |
| -------------- | ---------------- | ------------- |
| 東普萊森特維尤 | 人口普查指定地區 | 356           |
| 埃奇沃特       | 地方自治市       | 5,170         |
| 伊丽莎白       | 法定城鎮         | 1,358         |
| 恩派尔         | 法定城鎮         | 282           |
| 恩格尔伍德     | 地方自治市       | 30,255        |
| 埃弗格林       | 人口普查指定地區 | 9,038         |
| 费尔普莱       | 法定城鎮         | 679           |
| 联邦高地       | 地方自治市       | 11,467        |
| 福克斯菲尔德   | 法定城鎮         | 685           |
| 弗蘭克敦       | 人口普查指定地區 | 395           |
| 傑納西         | 人口普查指定地區 | 3,609         |
| 乔治敦         | 領土特設市       | 1,034         |
| 格伦代尔       | 地方自治市       | 4,184         |
| 戈尔登         | 地方自治市       | 18,867        |
| 大景莊園       | 人口普查指定地區 | 528           |
| 格林伍德村     | 地方自治市       | 13,925        |
| 赫里蒂奇希爾斯 | －               | －            |
| 海蘭茲牧場     | 人口普查指定地區 | 96,713        |
| 爱达荷泉       | 法定城市         | 1,717         |
| 印第安奇希爾斯 | 人口普查指定地區 | 1,280         |
| 肯卡里爾       | 人口普查指定地區 | 32,438        |
| 基奥瓦         | 地方自治市       | 723           |
| 基特里奇       | 人口普查指定地區 | 1,304         |
| 莱克赛德       | 法定城鎮         | 8             |
| 萊克伍德       | 地方自治市       | 142,980       |
| 拉克斯珀       | 地方自治市       | 183           |
| 利特尔顿       | 地方自治市       | 41,737        |
| 洛赫比伊       | 法定城鎮         | 4,726         |

| 聚居地         | 行政區單位       | 人口 （2010） |
| -------------- | ---------------- | ------------- |
| 隆娜特里       | 地方自治市       | 10,218        |
| 盧維爾斯       | 人口普查指定地區 | 269           |
| 梅里迪安       | 人口普查指定地區 | 2,970         |
| 莫里森         | 地方自治市       | 428           |
| 山景城         | 地方自治市       | 507           |
| 北葛伦         | 地方自治市       | 35,789        |
| 北華盛頓       | 人口普查指定地區 | 484           |
| 帕克           | 地方自治市       | 45,297        |
| 佩里公園       | 人口普查指定地區 | 1,646         |
| 黃松公園       | 人口普查指定地區 | 3,232         |
| 羅克斯伯勒公園 | 人口普查指定地區 | 9,099         |
| 錫代利亞       | 人口普查指定地區 | 206           |
| 谢里登         | 人口普查指定地區 | 206           |
| 舍雷爾伍德     | 人口普查指定地區 | 18,287        |
| 银羽           | 法定城鎮         | 170           |
| 西姆拉         | 法定城鎮         | 618           |
| 聖瑪麗絲       | 人口普查指定地區 | 283           |
| 斯通蓋特       | 人口普查指定地區 | 8,962         |
| 斯特拉斯堡     | 人口普查指定地區 | 2,447         |
| 松林           | 人口普查指定地區 | 10,517        |
| 桑頓           | 地方自治市       | 118,772       |
| 托德溪         | 人口普查指定地區 | 3,768         |
| 雙湖           | 人口普查指定地區 | 6,101         |
| 韋爾比         | 人口普查指定地區 | 14,846        |
| 韋斯特克里克   | 人口普查指定地區 | 129           |
| 威斯敏斯特     | 地方自治市       | 106,114       |
| 西普萊森特維尤 | 人口普查指定地區 | 3,840         |
| 麦岭           | 地方自治市       | 30,166        |

#### 曾經是丹佛都會區內的聚居地
- 波德都會區（Boulder metropolitan area）
  - 波德
  - 朗蒙特
  - 拉法叶
  - 路易斯维尔
  - 苏必利尔

- 格里利都會區（Greeley metropolitan area）
  - 达科诺
  - 费尔斯通
  - 拉普頓堡
  - 弗雷德里克

## 區域合作
丹佛地區政府協會（DRCOG）為九個縣份的區域規劃與政府間協調組織。科學與文化設施區（SCFD）提供七縣內的科學與文化設施資金，其中包含：
- 丹佛自然和科學博物館
- 丹佛動物園（英语：Denver Zoo）
- 丹佛美術館
- 丹佛表演藝術中心（英语：Denver Center for the Performing Arts）
- 丹佛植物園（英语：Denver Botanic Gardens）

此外，地區交通局（RTD）也提供了包含丹佛轻轨系統等公共交通服務。為了興建與開發城市軌道交通路線，並且擴展與改善整個地區的公車服務，地區交通局於2005年制定了十二年綜合計畫「FasTracks」。

## 經濟
藉由Case-Shiller房价指数可公開追蹤區域內的房價變化；該統計指數由标准普尔所公布。
電力由艾克賽爾能源供應；有線電視由康卡斯特供應。

## 體育
以下為丹佛都會區的體育隊，每場比賽平均超過12,000名粉絲：
| 體育隊       | 體育類型   | 聯會 | 主場地               | 容納人數 | 入座人數 | 奪冠次數                    | 成立   |
| ------------ | ---------- | ---- | -------------------- | -------- | -------- | --------------------------- | ------ |
| 丹佛野马     | 美式足球   | NFL  | 哩高球場             | 76,125   | 76,939   | 3（1998年、1999年、2016年） | 1960年 |
| 科羅拉多洛磯 | 棒球       | MLB  | 庫爾斯球場           | 50,398   | 31,334   | 0                           | 1993年 |
| 科羅拉多雪崩 | 冰球       | NHL  | 百事中心             | 18,007   | 16,176   | 2（1996年、2001年）         | 1995年 |
| 科罗拉多急流 | 足球       | MLS  | 迪克運動用品公園球場 | 18,061   | 15,657   | 1（2010年）                 | 1996年 |
| 丹佛掘金     | 篮球       | NBA  | 百事中心             | 19,115   | 14,700   | 0                           | 1967年 |
| 科羅拉多猛獁 | 室內袋棍球 | NLL  | 百事中心             | 18,007   | 14,077   | 1（2006年）                 | 2003年 |

## 空氣品質
由於都會區中心位於丹佛盆地境內，故經常受到諸如「褐雲」等污染物所包圍，尤其在冬季時，盆地內的空氣停滯不前，不利於污染物之擴散。此地區的空氣品質在近年來有很大的變化。該地的空氣品質在1980年代後期經常超過美国国家环境保护局（EPA）所制定的國家空氣品質標準。1989年，地區空氣品質委員會（RAQC）成立，以制定當地空氣污染問題的解決方案。2002年，美国国家环境保护局表示該地區的空氣品質達到國家空氣品質標準中的所有標準，因此丹佛成為美國第一座從五項不合格轉變為六項皆達標的城市。從那時開始，美国国家环境保护局針對懸浮微粒採用新的標準，並且對當前的臭氧濃度標準制定了更嚴格的標準。此地區的臭氧濃度在2003年經常超過新制定的標準，偶爾會超過洛磯山國家公園。地區空氣品質委員會期望在該地區內實行計畫，使其在2007年之前能符合新的標準。

## 姊妹城市
雖然奧羅拉、博爾德、布萊頓、布隆菲、丹佛、萊克伍德與朗蒙特皆有自己的姐妹城市，但基本上丹佛地區政府協會（DRCOG）也與伊拉克巴格達省建立了友好關係。

## 外部連結
- Denver Regional Council of Governments（页面存档备份，存于）
- International Migration（页面存档备份，存于）
- Regional Air Quality Council（页面存档备份，存于）
- Regional Transportation District（页面存档备份，存于）
- Science & Cultural Facilities District（页面存档备份，存于）
- United States Census Bureau**（页面存档备份，存于）